# SNCF Réseau
Az SNCF Réseau egy francia állami tulajdonú vállalat, amely a francia nemzeti vasúttársaság, az SNCF vasúti infrastruktúráját és így szinte a teljes francia vasúthálózatot üzemelteti.

## Története
Az SNCF Réseau a francia vasúti rendszer reformjának részeként jött létre a korábbi vonalhálózat-üzemeltető Réseau Ferré de France (RFF), az SNCF Infra és a Direction de la circulation ferroviaire (DCF) egyesítésével, és 2015. január 1-jén kezdte meg működését. Az alapító igazgató az RFF korábbi vezetője, Jacques Rapoport volt. 2016 februárjában a székhelyet Párizsból a Seine-Saint-Denis megyében található Saint-Denis-be helyezték át.
2020. január 10-én az SNCF Réseau korábbi jogi formája (Établissements publics à caractère industriel et commercial (EPIC)) részvénytársasággá (Société Anonyme) változott.

## Feladatai
Az SNCF Réseau a francia állam tulajdonosi feladatait látja el, és összesen mintegy 30 000 km hosszú vonalat üzemeltet, amelyek közül mintegy 2000 km nagysebességű vasútvonal. Ez magában foglal mintegy 1700 alagutat, 27  000 hidat, 1100 vasúti aluljárót és 2250 jelzőállomást is.